# J.A. 스틸
J.A. 스틸(J.A. Steel, 1969년 12월 12일 ~ )은 미국의 영화 감독, 배우, 각본가, 스턴트 배우, 영화배우, 영화 프로듀서이다.

## 영화
- 엉클 나이젤 (2010년)
- 세러브럴 프린트: 더 시크릿 파일 (2005년)
- 더 써드 소사이어티 (2002년)